# Masataka Morizono
Masataka Morizono (Tokio, 5 april 1995) is een Japans professioneel tafeltennisser. Hij speelt linkshandig met de shakehandgreep.

## Belangrijkste resultaten
- Zilver in het dubbelspel op de wereldkampioenschappen 2017 met Yuya Oshima.